# La Salamandre (roman)
Pour les articles homonymes, voir La Salamandre.
La Salamandre est un roman de Jean-Christophe Rufin paru en 2005 aux éditions Gallimard.

## Résumé
La Salamandre est l'histoire d'une femme d'âge mûr et à la vie sans saveur, Catherine, qui s'envole pour le Brésil pour près d'un mois de congés forcés chez une amie. Là-bas, elle s'éprend rapidement d'un très jeune gigolo énigmatique et commence un long voyage amoureux, loin des sentiers battus que prennent généralement les touristes, quitte à se perdre...
Cette histoire s'inspire de faits réels.

## Éditions
- La Salamandre, éditions Gallimard, 2005  (ISBN 9782070328765).